# Leoni di Breda Solini
Die Leoni di Breda Solini, deutsch: Löwen von Breda Solini, waren ein Partisanenbataillon aus dem Raum Mantua, das ausschließlich aus italienischen Sinti bestand, die aus dem Konzentrationslager Prignano sulla Secchia geflohen waren, nachdem sie dort im September 1940 inhaftiert worden waren.

## Geschichte
Giacomo „Gnugo“ De Bar, ein Sinto aus der Emilia-Romagna, wurde als Kind mit seiner Familie im September 1940 im Konzentrationslager von Prignano sulla Secchia inhaftiert. Mit dem Waffenstillstand von Cassibile, welcher am 8. September 1943 bekannt gemacht wurde, gelang seiner Familie die Flucht aus dem Lager und gemeinsam mit anderen italienischen Sinti-Familien aus Norditalien schlossen sie sich ab Herbst 1943 den Partisanenbrigaden an.
Die Partisanenbrigade wurde von der Zirkusfamilie De Bar (Großvater Jean war Schlangenmensch und Onkel Rus Seiltänzer) gegründet, die tagsüber auf den Plätzen auftrat und nachts zu Kämpfern wurde. Sie führten Sabotageaktionen gegen die Nazis durch. Unter anderem fuhren sie mit einem Lastwagen herum und stahlen den Deutschen Waffen und Munition, um damit die Partisanen zu versorgen. Die Gruppe operierte insbesondere in der Gegend von Mantua zwischen Breda Solini (Breda in der Provinz Mantua), einem kleinen Dorf, und Rivarolo del Re (heute Rivarolo Mantovano). Sie wurden von den Einheimischen als Helden angesehen, weil sie nur dann Gewalt anwandten, wenn es nötig war, und erhielten nach einer Aktion, bei der sie die Reichspatrouille entwaffneten, den Spitznamen „Löwen von Breda Solini“.